# Oh!ベルーシ絶体絶命
『Oh!ベルーシ絶体絶命』（オー!ベルーシぜったいぜつめい、原題：Continental Divide）は、1981年制作のアメリカ合衆国のロマンティック・コメディ映画。マイケル・アプテッド監督、スティーヴン・スピルバーグ製作総指揮、ジョン・ベルーシ主演。

## あらすじ
シカゴの新聞記者アーニー・スーチャック（ベルーシ）は、シカゴ市政界を牛耳る黒幕ヤブロノビッツの裏工作を糾弾する記事を連日書いていたある日、ヤブロノビッツが手を回した2人の悪徳警察官から暴行を受け、病院に運ばれてしまう。
編集長のマクダーモットは彼の身を案じて、アーニーにシカゴから遠く離れたロッキー山脈の山奥への出張を命じる。目的は、絶滅寸前のハクトウワシの生態を調査している女性鳥類学者ネル・ポーター博士（ブラウン）へのインタビューで、アーニーは渋々、ロッキー山脈へ向かう。
気の進まないまま現地に赴いたアーニーはデイクのガイドの下、やっとのことでネルの住む山小屋にたどり着く。だが、ネルはアーニーと対面して彼が新聞記者であることを知ると、態度を硬化させる。彼女は大のマスコミ嫌いだったのだ。彼女は、彼を滞在させることに気が進まなかったが、ガイド無しでは彼が山では生きていけないことに気づき、彼を受け入れる。ガイドが次に来るのは2週間後なのだ。アーニーはネルの仕事に懐疑的だが、彼女の強い性格と熱心さに惹かれていく。2人は恋に落ちる。
最初は、彼女は彼が自分について書かない限り滞在することを許可したのだが、彼らはお互いを尊重するようになり、彼女は彼が自分について書くことに同意する。滞在の期間中、彼は事故で腰を捻挫し、クーガーに襲われ、文明を離れて山男となったアメリカン・フットボールの選手に出会う。
スーチャックは彼女のことを強く思いながらシカゴに戻る。情報筋の一人が「誤って殺害」されたことを知った彼は、再び粘り強く調査を続け、最終的にヤブロノビッツは国外逃亡を余儀なくされる。
同じ日、スーチャックは、ネルが博物館で自分の研究に関する講演を行うためにシカゴに来ることを知る。やや不安を感じながらも、彼は出席することに決め、2人はすぐに関係を再燃させる。しかし、一緒にいるのは幸せなのだが、それぞれが歩んできた異なる道を上手く調和させることが出来ず、渋々、別れることにする。
彼女を見送るはずだったスーチャックは、列車で彼女と一緒にワイオミングまで行ってしまう。駅での降車後、彼らはお互い無しでは生きていけないことが分かり、結婚を決める。スーチャックは次の列車でシカゴに戻るが、2人はすぐに再会することを約束する。

## キャスト
- アーニー・スーチャック：ジョン・ベルーシ
- ネル・ポーター：ブレア・ブラウン
- ハワード・マクダーモット編集長：アレン・ゴーウィッツ
- シルヴィア：カーリン・グリン
- トニー・ガニオス
- ヤブロノビッツ：ヴァル・エイヴリー
- デイク：ライアム・ラッセル
- ブルース・ジャーチョウ